# 磯見輝夫
磯見 輝夫（いそみ てるお、1941年（昭和16年） - ）は、日本の版画家。愛知県立芸術大学学長を務めた。木版画を主に制作。作品の主題は主に「人物、花、樹木」である。1978年頃から合板ではなく杉板を使いはじめ、板と板との継ぎ目や板目の違いによる刷りムラも独自の技法として取り込み、墨一色の力強くプリミティブな作風を確立している。
東京芸術大学では山口薫に油彩を学ぶ。大学院時代から版画制作をはじめ、非常勤講師だった小野忠重、当時博士課程に在籍していた小山松隆から木版画の手ほどきをうける。4人兄弟の末弟で、兄に上智大学文学部名誉教授の磯見辰典、横浜国立大学教育学部名誉教授・磯見昭太郎、医師の磯見明がいる。長男は映像ディレクターの磯見大。

## 略歴
- 1941年 - 神奈川県鎌倉市に生まれる
- 1959年 - 神奈川県立横須賀高等学校卒業
- 1966年 - 東京芸術大学美術学部油画科卒業[1]（山口薫教室）
- 1968年 - 鎌倉女学院中学校・高等学校非常勤講師（ - 1973年）
- 1973年 - 東京芸術大学大学院美術研究科版画専攻修士課程修了[1]
- 1979年 - 第48回日本版画招会展で協会賞を受賞[1]
- 1983年 - 「磯見輝夫全版画 1971-1983」叢文社（編集・長谷川公之）
- 1984年 - 高澤学園創形美術学校非常勤講師（ - 1993年）
- 1993年 - 愛知県立芸術大学助教授（ - 2000年）
- 2000年 - 愛知県立芸術大学教授（ - 2007年）
- 2007年 - 愛知県立芸術大学学長（ - 2013年）
- 2013年 - 武蔵野美術大学客員教授（ - 2018年）

## 装画
- 『鎌倉小町百六番地』磯見辰典（かまくら春秋社、2011年）表紙